# توماس فیشر
توماس فیشر (انگلیسی: Tommaso Fischer؛ زادهٔ تاریخ ورودی نامعتبر است) بازیکن فوتبال است.
از باشگاه‌هایی که در آن بازی کرده‌است می‌توان به باشگاه فوتبال پیزا اشاره کرد.